# Тангрыкулиев, Каюм
Каюм Тангрыкулиев (туркм. Kaýum Taňrygulyýew; 10 мая 1930, с. Кызыл-Аяк, Керкинский район, Туркменская ССР — 19 января 2014, Ашхабад, Туркменистан) — советский и туркменский поэт, прозаик, народный писатель Туркменской ССР (1984 год).

## Биография
Родился в семье крестьянина (ныне — Керкинский этрап, Лебапский велаят, Туркменистан).
В 1950 году окончил среднюю школу, в 1955 году — Туркменский государственный университет, факультет филологии. С 1953 года работал в издательстве газеты «Туркменистан». Начиная с 1960 года, работал в Институте языка и литературы, в Министерстве образования, преподавал в различных ВУЗах и являлся редактором детского журнала «Корпе» («Малыш») на двух языках.

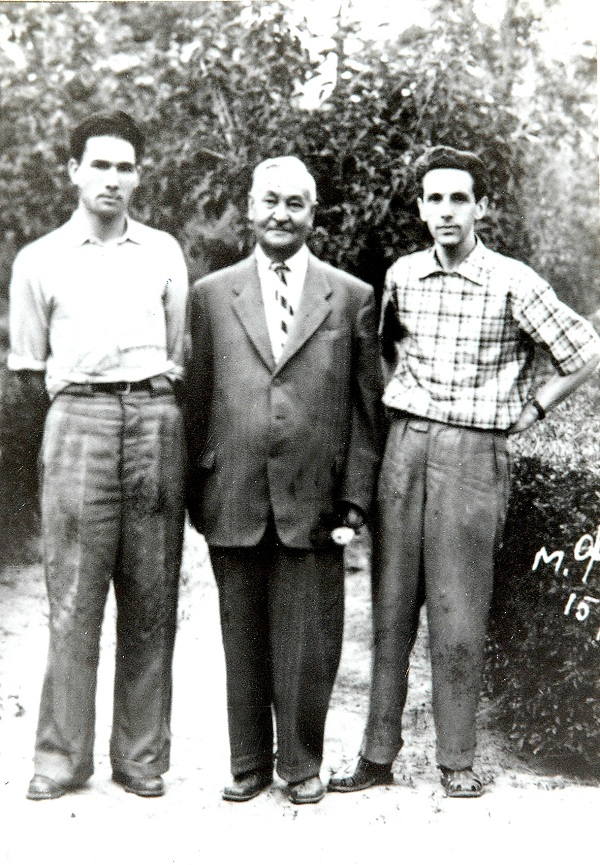
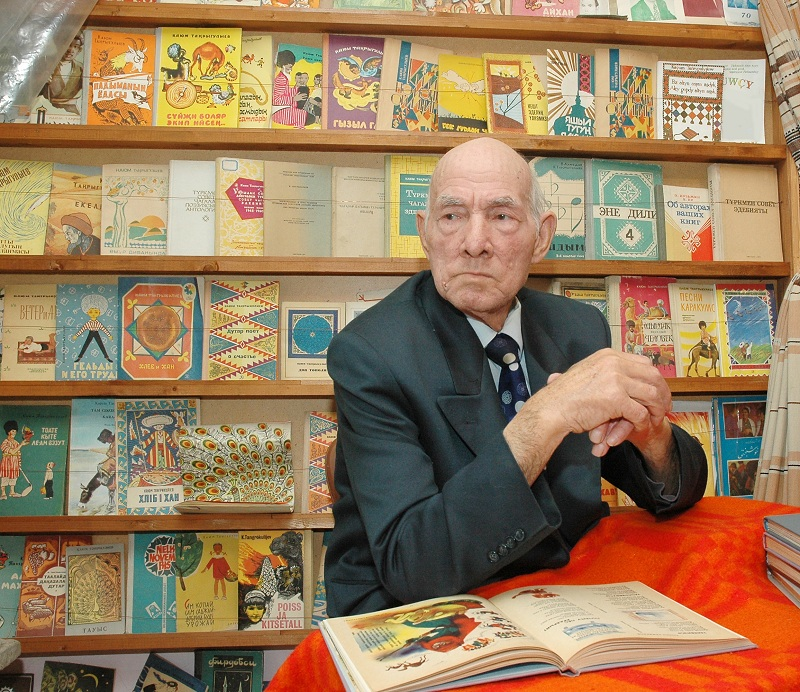

В 1967 г. вступил в КПСС.

## Творчество
Литературной деятельностью занимается с 1950-х годов. Его первая книга «Золотой альчик» вышла в 1956 г. Стихи и сказки Каюма Тангрыкулиева регулярно печатались на страницах таких детских журналов и газет, как «Весёлые картинки» «Мурзилка» и других, и в десятках других стран. Его книги издавались в советских издательствах («Детская литература», «Малыш», «Молодая гвардия», «Музыка», «Радуга»).
Каюмом Тангрыкулиевым изданы около 200 книг на 45 языках мира общим тиражом более 30 миллионов экземпляров.
Каюм Тангрыкулиев является одним из ведущих учёных критиком в области детского литературоведения. Он написал более 100 статей, 6 монографий, учебник по детской литературе, а также учебник по пению. Более 30 его книг были переведены на такие языки, как английский, немецкий, французский, итальянский, испанский, японский, польский, чешский, венгерский, болгарский, сербский, хорватский, украинский, белорусский, молдавский, румынский, эстонский, латышский, литовский, македонский, монгольский, казахский, азербайджанский, узбекский, киргизский, армянский, грузинский, татарский, каракалпакский, хинди, маратхи, урду, гудал, гуджарати, дари, панджаби, хауса, бенгальский, тамильский, телугу и другие.
Перевёл на туркменский язык «Витязя в тигровой шкуре» Ш. Руставели, поэму П. Ершова «Конёк-горбунок», книги стихов Я. Райниса, С. Михалкова, А. Барто, А. Босева, Я. Акима, В. Бахревского, Дж. Родари и других. Пропагандировал литературу зарубежных писателей.
В 1986 г. вышел однотомник в его переводе «Весёлые качели», куда вошли представители около 60 литератур более 100 поэтов мира.
О творчестве Каюма Тангрыкулиева писали Б. Кербабаев и Н. Тихонов, С. Михалков и М. Карим, И. Клычев, А. Барто, А. Алексин, С. Баруздин, К. Гурбаннепесов, Б. Сейтаков, Б. Худайназаров и другие.
Основал детский журнал «Корпе» («Малыш»).
Участвовал в международных симпозиумах в Москве, ЧССР, ГДР, МНР, Японии, Венгрии, Мозамбике, Испании, Индии и других странах. Неоднократно перечислял свои гонорары в Фонд мира и Детский фонд.
Каюм Тангрыгулыев создал множество песен для детей вместе с мастером-композитором Вели Ахмедовым. Песни, над которыми они работали вместе в период с 1962 по 1985 год, назывались «Песня. Для 3-4 классов», «Песни для детей», «Мы поем песни», «Что это такое?», «В солнечный день» и изданы отдельными сборниками в Ашхабаде и Москве. Эти песни, звучавшие в свое время голосами детского сердца, исполнялись известными эстрадными певцами. Простые, содержательные песни были тепло приняты публикой. За годы, когда известный артист Туркменистана Акнур Ходжагурбанов руководил детским хором «Гунеш» ("Солнце"), упорным трудом двух преподавателей были созданы такие песни, как «Моя прекрасная страна», «Вкусно», «Вода приходит», «Мальчик и козлик», «Гриб» завоевали любовь зрителей. И сегодня эти песни с большим энтузиазмом исполняют дети, обучающиеся в детских художественных школах Туркменистана.

## Отзывы
Джамбын Дашдондог, монгольский детский писатель:

«Народного писателя Туркмении Каюма Тангрыкулиева я знал заочно, как замечательного поэта, писателя, известного учёного. Я перевёл на монгольский язык его особо понравившиеся стихи. А потом принесли особую радость посланные самим автором книги, потому что моя собственная библиотека обогатилась своеобразным представителем туркменской детской литературы. Его произведения радуют монгольских ребят.»

Пирмат Шермухаммедов, доктор филологических наук Ташкент:

«С почитаемым не только детьми нашей страны, но и далеко за её пределами, большим поэтом, писателем, учёным Каюмом Тангрыкулиевым я познакомился много лет назад через его талантливые произведения. Сейчас дети моей страны считают Каюм ага своим поэтом, с любовью читают его книги.»

Николай Тихонов Герой Труда, лауреат Ленинской премии, Народный поэт Узбекской ССР:

«По произведениям Каюма Тангрыкулиева дети знакомятся с воспеванием братства великого труда.»

Берды Кербабаев, Герой Труда, лауреат Государственной премии, академик АН ТССР:

«У нас в Туркмении дети очень любят читать стихи, особенно маленькие дети. Поэтому они так радуются что у нас появился свой детский поэт. Каюм Тангрыкулиев настоящий детский поэт!»

Сергей Михалков, Герой Труда, лауреат Ленинской премии, академик Российской академии образования:

«Приятно и радостно думать, что сын простого крестьянина из Туркменистана стал любимым детским писателем. Во всех республиках во многих странах мира стихи и рассказы Каюма Тангрыкулиева переводятся на разные языки, их одинаково охотно читают и запоминают детишки различных народов. Книги Каюма интересны и полны юмора. К. Тангрыкулиев пишет увлекательно и весело, он всегда знает что интересно будет читать, а что скучно. И никогда не пишет скучно.»

Мустай Карим, Герой Труда, лауреат Государственный премии:

«Я ценю Ваш вклад во всесоюзную детскую литературу.»

Сергей Баруздин, лауреат Государственной премии СССР, главный редактор журнала «Дружба народов»:

«Я Каюма Тангрыкулиева знаю хорошо и знаю его давно. Он талантливый поэт, прозаик и учёный, без которого сейчас просто невозможно представить современную туркменскую литературу.»

Игорь Мотяшов, московский критик, изучающий детскую литературу:

«Каюм Тангрыкулиев — поэт. Он поэт в своих стихах. И в очерках, литературно-критических статьях, исследованиях. И в редакторской, организаторской, литературно-общественной работе. Ибо поэзия это не просто рифмованные строчки, а отношение к жизни, состояние души человеческой».

## Награды и премии
- Орден «Знак Почёта» (8.05.1980)[1]
- Медаль «За любовь к Отечеству» (1996)
- Медаль «За любовь к Отечеству» (21 октября 2016 года, посмертно) — за большие успехи в упрочении независимости и суверенитета Туркменистана, приумножении экономического потенциала и международного авторитета страны, реализации государственных программ по планомерному развитию промышленной, нефтегазовой, транспортно-коммуникационной, сельскохозяйственной и водохозяйственной отраслей, других секторов экономики, в образцовой государственной и общественной деятельности, за весомый вклад в ускоренное развитие сфер науки и техники, литературы, культуры и искусства, физкультуры и спорта, образования, здравоохранения и социальных услуг, воспитание молодёжи в духе безграничной любви, уважения и преданности Родине, мужества и добросовестности, учитывая особые заслуги перед независимым государством и родным народом, многолетний добросовестный, и самоотверженный труд, а также в ознаменование славного 25-летнего юбилея великой независимости нашего нейтрального государства[2]
- Народный писатель Туркменской ССР (1984)
- премия имени Махтумкули (1971) — за книгу «Дутар поёт о счастье» и произведения для детей
- «Передовой воспитатель молодого поколения» (Монголия, 1979)
- «Отличник просвещения» (1980)
- международная премия и почётный диплом Х. К. Андерсена (1980)
- Медаль Фонда Мира (1982)